# Bazzania ceylanica
Bazzania ceylanica là một loài rêu tản trong họ Lepidoziaceae. Loài này được (Mitt.) W.E. Nicholson miêu tả khoa học lần đầu tiên năm 1930.